# Harold Bride
Harold Sydney Bride (11 de janeiro de 1890 – 29 de abril de 1956) era o telegrafista do transatlântico RMS Titanic durante sua malfadada viagem inaugural.

## Titanic
Após o Titanic atingir o iceberg às 23h40 de 14 de abril de 1912, Bride e seu colega Jack Phillips foram os responsáveis por enviar as mensagens de SOS (ver também: CQD) aos navios nas vizinhanças, o que ajudou os sobreviventes serem resgatados pelo RMS Carpathia. Os homens permaneceram em seus postos até que a energia do navio estivesse completamente interrompida. Bride foi varrido do navio assim que o Convés dos Botes foi inundado, mas conseguiu subir no bote desmontável 'B' que estava virado, e foi posteriormente resgatado pelo Carpathia na manhã seguinte. Apesar de machucado, ele ajudou o telegrafista do Carpathia a transmitir listas dos sobreviventes e mensagens pessoais do navio.

## Morte
Bride morreu aos 66 anos de idade em decorrência de um câncer de pulmão em 29 de abril de 1956 em Glasgow. Seu corpo foi cremado em Glasgow e suas cinzas foi jogadas no jardim da capela do crematório.

## Representações no cinema
O papel no desastre do R.M.S. Titanic foi incorporado por diversos atores em inúmeras produções para o cinema e televisão, incluindo David McCallum em A Night to Remember (1958); Barry Pepper na minissérie da CBS de 1996 Titanic (1996); por Craig Kelly em Titanic (1997) e por Jake Swing no curta independente de Thomas Lynskey The Last Signals (2012), um drama biográfico sobre Bride.